# Sergei Wiktorowitsch Iwanow
Sergei Wiktorowitsch Iwanow (russisch Сергей Викторович Иванов; * 24. Juni 1960 in Leningrad) ist ein sowjetisch-russischer Festkörperphysiker und Hochschullehrer, korrespondierendes Mitglied der Russischen Akademie der Wissenschaften (seit 2022).

## Leben
Iwanow besuchte die Leningrader Physik-Mathematik-Schule Nr. 239 mit Abschluss 1977. Das Studium am Leningrader Elektrotechnik-Institut (LETI) schloss er 1983 am Lehrstuhl für Optoelektronik mit Auszeichnung ab.
Nach dem Studium trat er in das Joffe-Institut ein, in dem er vom Praktikanten zum Leiter des Laboratoriums für Quanten-dimensionierte Heterostrukturen und Molekularstrahlepitaxie aufstieg. Mit Erfolg verteidigte er dort 1989 seine Dissertation über die Untersuchung von Wachstumsprozessen von epitaktischen (Al,Ga)As-Schichten und Heterostrukturen niedrigschwelliger Halbleiter-Injektionslaser mit der Methode der Molekularstrahlepitaxie zur Promotion zum Kandidaten der physikalisch-mathematischen Wissenschaften.
Iwanows Forschungsgebiet wurde die Physik der Heterostrukturen der AIIBVI-, AIIIBV- und AIII-Nitrid-Halbleiter. Er entwickelte Nanoheterostrukturen, CdSe-Quantenpunkt-Strukturen und magnetische Halbleiter.
1994–1996 verbrachte Iwanow 4 Monate als Gastwissenschaftler am Samsung Advanced Institute of Technology. 1998–2009 war er Gastprofessor an den Universitäten in Deutschland (Würzburg, Ulm, Regensburg – Gesamtdauer 1 Jahr) und Japan (Nagoya, Hokkaidō, Chiba, Ritsumeikan-Universität – gesamt 2 Monate).
2000 verteidigte Iwanow mit Erfolg seine Dissertation über quantendimensionale Halbleiter-Heterostrukturen von AIIBVI-Verbindungen mit breiten Bandlücken zur Habilitation (in russischer Terminologie: Promotion zum Doktor der physikalisch-mathematischen Wissenschaften). Seit 2004 hält Iwanow eine Vorlesung über Molekularstrahlepitaxie an der von Schores Iwanowitsch Alfjorow 2002 gegründeten St. Petersburger Nationalen Akademischen Forschungsuniversität und auch an seiner Heimathochschule LETI. Mit seinen zahlreichen Veröffentlichungen wurde sein Hirsch-Index h=39.
Im Oktober 2018 wurde Iwanow zunächst kommissarischer Direktor des Joffe-Instituts. Im Mai 2019 wählten ihn die Mitarbeiter zum Direktor des Joffe-Instituts; im Juni 2024 wurde er wiedergewählt. 
Im Juni 2022 wurde Iwanow zum korrespondierenden Mitglied der Russischen Akademie der Wissenschaften (Fachabteilung: Physik) gewählt.
Im Februar 2024, für seine hervorragenden wissenschaftlichen Beiträge und anlässlich des 300-sten Jubiläums der Akademie, wurde ihm die Medaille des Russischen Verdienstordens für das Vaterland 2. Klasse verliehen.